# Cinco por sorpresa
Cinco por sorpresa (en inglés: OutDaughtered) es una serie de televisión estadounidense de telerrealidad de la cadena TLC (en España DKISS). La serie narra la vida de Adam y Danielle Busby ,que, después de  haber tenido una niña en 2011, 4 años después tuvieron a las únicas quintillizas estadounidenses. La serie se estrenó el 10 de mayo de 2016 y su décima temporada se estrenó el 7 de mayo de 2024.

## Trama
La familia Busby está formada por Adam y Danielle Busby, que están casados desde 2006; la hija mayor, Blayke Louise; y las quintillizas Ava Lane, Olivia Marie, Hazel Grace, Riley Paige y Parker Kate.
Adam y Danielle habían luchado con la infertilidad y finalmente quedaron embarazados ambas veces mediante inseminación intrauterina .
Danielle dio a luz a las quintillizas por cesárea a las 28 semanas de embarazo. Poco después del nacimiento, se detectaron soplos cardíacos en las cinco niñas; esto se trató con medicación. Las quintillizas pasaron las primeras ocho a doce semanas de sus vidas en la unidad de cuidados intensivos neonatales del Hospital de la Mujer de Texas , antes de ser dadas de alta para regresar a casa entre junio y julio de 2015.
La condición ocular de Hazel, el nistagmo congénito , se ha documentado a lo largo de la serie. Esta afección provoca que Hazel tenga movimientos oculares incontrolados y mantenga la cabeza en ángulos inusuales para compensar su falta de visión clara. En 2016, Hazel se sometió a una cirugía ocular para intentar mejorar su condición. En 2017, a Hazel le diagnosticaron astigmatismo en el ojo izquierdo, lo que podría ser la causa de que ocasionalmente se desvíe hacia adentro debido a su subdesarrollo. Le recetaron gafas para tratar su hipermetropía izquierda con la esperanza de que su visión mejore a medida que su ojo se desarrolla. 
Adam ha descrito haber experimentado depresión posparto .

## Temporadas
La serie comenzó en 2016, cuando las quitillizas tenían menos de un año, y actualmente va por su quinta temporada en 2019.